# CNU
Shin Dong-woo (hangul: 신동우; nascido em 16 de junho de 1991), mais conhecido pelo seu nome artístico CNU (hangul: 신우) é um cantor e ator sul-coreano. Ficou popularmente conhecido por ser integrante do grupo masculino B1A4, formado pela WM Entertainment em 2011.

## Biografia
CNU nasceu em 16 de junho de 1991, em Cheongju, Chungcheong do Norte, Coréia do Sul. Ele frequentou a Bongmyung High School. Na adolescência, formou uma banda de rock com seu amigo Jooyoung chamada Zazuba. Mais tarde, ele estudou na Hanyang University no departamento de Teatro e Filme.

## Carreira
Em 11 de abril de 2011, a WM Entertainment revelou CNU como o membro final de B1A4. O grupo lançou seu single de estreia OK e seu mini-álbum Let's Fly em 20 de abril, fazendo sua primeira apresentação no Show! Music Core em 23 de abril.

## Discografia

### Aparições em trilhas sonoras
| Título                                                                                     | Ano  | Melhores posições nas paradas | Vendas (DL) | Álbum                           |
| Título                                                                                     | Ano  | KOR Gaon                      | Vendas (DL) | Álbum                           |
| ------------------------------------------------------------------------------------------ | ---- | ----------------------------- | ----------- | ------------------------------- |
| "The Way to Find Love"                                                                     | 2016 | —                             | —           | Cinderella and Four Knights OST |
| "No Problem"                                                                               | 2018 |                               |             | Prison Playbook OST             |
| "–" indica lançamentos que não apresentaram gráficos ou não foram divulgados nessa região. |      |                               |             |                                 |

### Créditos de composição e produção
| 2012                                         | It B1A4                | "Wonderful Tonight"                   | Sim | Jinyoung & Baro                                      | (em norueguês) | —                        |
| 2012                                         | It B1A4                | "Beautiful Target"                    | Sim | Baro & Urihyeong-gwa Naedongsaeng                    | (em norueguês) | —                        |
| 2012                                         | Ignition               | "Wonderful Tonight" (Unplugged Remix) | Sim | Jinyoung & Baro                                      | (em norueguês) | —                        |
| 2012                                         | 1                      | "Beautiful Target" (Japanese version) | Sim | Baro, Urihyeong-gwa Naedongsaeng & Shoko Fujibayashi | (em norueguês) | —                        |
| 2013                                         | What's Happening?      | "Good Love"                           | Sim | Jinyoung & Baro                                      | (em norueguês) | —                        |
| 2014                                         | Who Am I               | "Amazing"                             | Sim | Baro                                                 | (em norueguês) | —                        |
| 2014                                         | Who Am I               | "Drunk With Music"                    | Sim | Go Hyung Suk                                         | Sim            | Joo Young & Go Hyung Suk |
| 2014                                         | Who Am I               | "Seoul"                               | Sim | Baro                                                 | Sim            | Go Hyung Suk             |
| 2014                                         | Solo Day               | "Drive"                               | Sim | Baro                                                 | Sim            | Jooyoung & Cheeze        |
| 2015                                         | Sweet Girl             | "Love Is Magic"                       | Sim | Baro                                                 | Sim            | ZigZag Note              |
| 2016                                         | 3                      | "Somebody to Love"                    | Sim | Baro, MEG.ME                                         | Sim            | Choi Myeong Hwan         |
| 2016                                         | Good Timing            | "Nightmare"                           | Sim | Baro                                                 | Sim            | Gureung                  |
| 2016                                         | Good Timing            | "Sparkling"                           | Sim | Baro                                                 | Sim            | RWAM                     |
| 2016                                         | Good Timing            | "To My Star"                          | Sim | Baro                                                 | Sim            | Gureung                  |
| 2017                                         | 4                      | "Love You Love You"                   | Sim | UNO Blaqlo                                           | Sim            | RWAM                     |
| 2017                                         | 4                      | "Blue Moon"                           | Sim | SoichiroK                                            | Sim            | RWAM                     |
| 2017                                         | 4                      | "Thank You Hate You"                  | Sim | Narumi Yamamoto                                      | Sim            | Choi Myeong Hwan         |
| 2017                                         | Rollin                 | "Call me"                             | Sim | Baro                                                 | Sim            | Choi Myeong Hwan         |
| 2018                                         | 5                      | "Mommy Mommy"                         | Sim |                                                      |                |                          |
| 2018                                         | 5                      | "EVERY TIME"                          | Sim |                                                      |                |                          |
| 2019                                         | A day of love (single) | A day of love                         | Sim |                                                      |                |                          |
| "Negrito" indica a faixa-título desse álbum. |                        |                                       |     |                                                      |                |                          |

## Filmografia

### Television series
| Ano  | Título           | Papel       | Emissora | Notas |
| ---- | ---------------- | ----------- | -------- | ----- |
| 2012 | Sent From Heaven | Shin-woo    | KBS      |       |
| 2018 | Ms. Ma, Nemesis  | Bae Do-hwan | SBS      |       |

### Teatro musical
| Ano  | Título               | Papel          | Notas           |
| ---- | -------------------- | -------------- | --------------- |
| 2015 | Chess                | Anatoly Karpov | Papel principal |
| 2016 | The Three Musketeers | d'Artagnan     | Lead Role       |
| 2017 | Hamlet               | Hamlet         | Papel principal |

### Reality shows
| Ano  | Título                       | Emissora                               | Notas                                          |
| ---- | ---------------------------- | -------------------------------------- | ---------------------------------------------- |
| 2011 | SBS MTV                      | MTV Let Me Show                        |                                                |
| 2011 | SBS MTV                      | MTV Match Up                           |                                                |
| 2012 | MTV Special B1A4 Selca Diary | B1A4                                   |                                                |
| 2012 | Mnet                         | Mnet Wide Entertainment: Sesame Player | Season 3                                       |
| 2012 | SBS MTV                      | MTV B1A4 Hotline                       | Season 1 (Japan)                               |
| 2013 | SBS MTV                      | MTV B1A4 Hotline                       | Season 2 (Japan)                               |
| 2014 | Mnet America                 | Go! B1A4                               |                                                |
| 2014 | MBC                          | B1A4’s One Fine Day                    |                                                |
| 2016 | MBC                          | King of Mask Singer                    | Contestant as "I'm a Star Lobster", episode 77 |
| 2017 | JTBC                         | Knowing Brothers (B1A4)                | Ep. 93                                         |